# Forn del Peneta
El Forn del Peneta fou un forn de teules i ceràmica del terme municipal de Monistrol de Calders, de la comarca del Moianès.
Està situat al sud-oest del poble de Monistrol de Calders, enlairat damunt seu al costat del Camí de Sant Pere Màrtir, a sota i al nord de les Roques de l'Oan. Fou forn de terrissa per a fer teules per a les cases del poble, i actualment, en desús, ha estat conservat al costat de la casa que construïren els successors en la propietat, que molts anys enrere havia estat de Cal Peneta, de la qual cosa ha conservat el nom.